# Smalwater

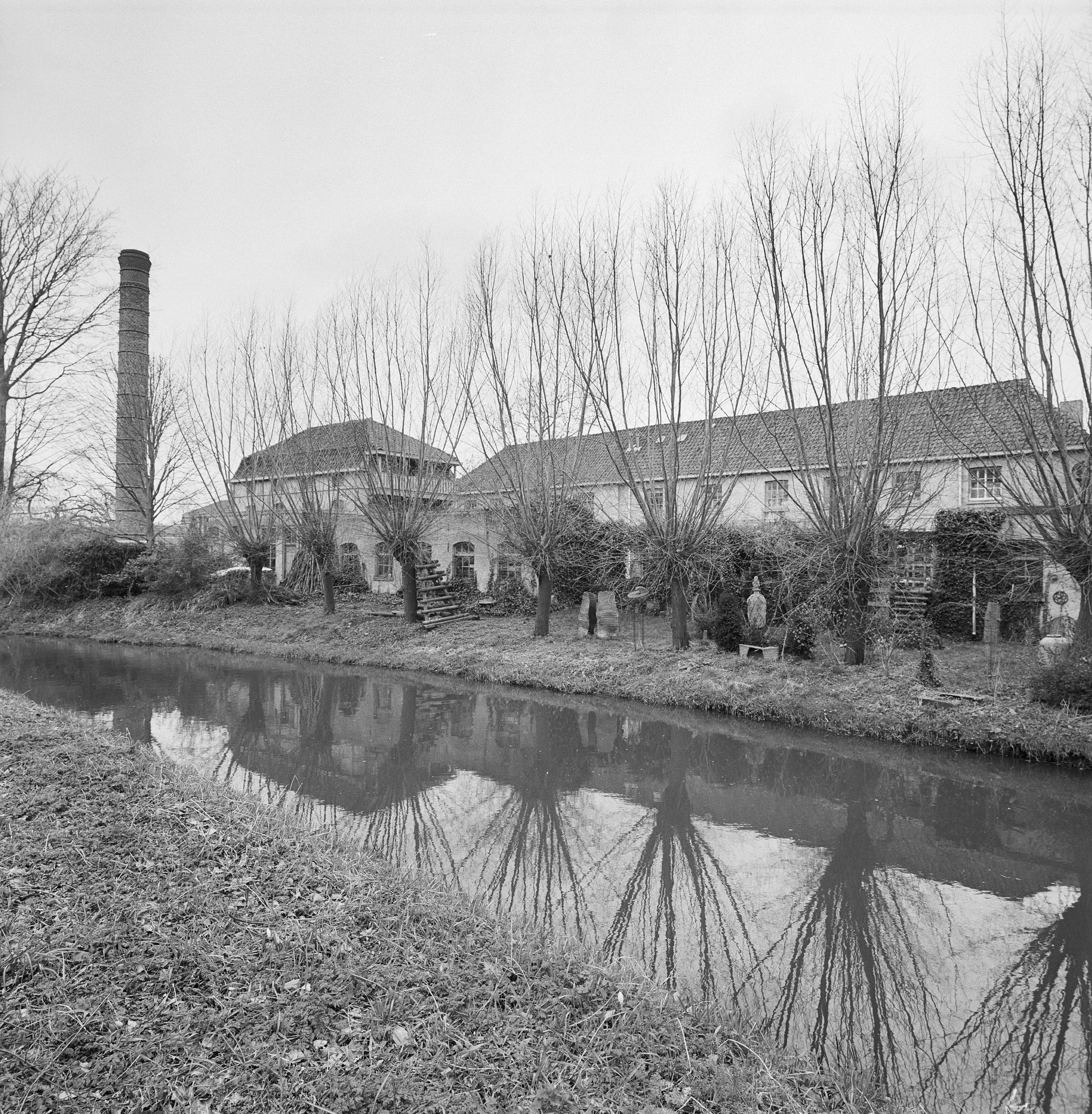
Zicht op het Smalwater in Boxtel (RCE 2002)

Smalwater is een beek in de Nederlandse provincie Noord-Brabant.
De beek heeft een lengte van 1,9 kilometer. In Boxtel mondt de beek uit in de rivier de Dommel. In Boxtel wordt het Smalwater ook wel Molengraaf genoemd: door het graven van een aftakking van de Beerze konden de watermolens worden aangedreven die vroeger bij de monding van de beek stonden. 
Smalwater lijkt nu te ontstaan doordat de Beerze zich in tweeën vertakt: het Smalwater en de Kleine Aa. De Kleine Aa mondt uit in de Esschestroom en deze mondt weer uit in de Dommel.